# Montperreux
Montperreux település Franciaországban, Doubs megyében. Lakosainak száma 933 fő (2022. január 1.). Montperreux Oye-et-Pallet, La Cluse-et-Mijoux, Les Grangettes, Les Hôpitaux-Vieux, Malbuisson, Saint-Point-Lac és Touillon-et-Loutelet községekkel határos.

## Népesség
A település népességének változása:
| Lakosok száma | 201  | 251  | 422  | 747  | 792  | 837  | 840  | 899  | 929  | 933  |
|               | 1968 | 1982 | 1990 | 2006 | 2013 | 2015 | 2017 | 2019 | 2020 | 2022 |